# 青红
《青红》（又名《我十九》，Shanghai Dreams）是王小帅编剧、执导的剧情片，於2005年上映。获第58届戛纳电影节「評審團獎」。

## 剧情简介
故事背景为1980年代初期，讲述19岁女孩「青红」的第一次情感历程。

## 演员表
| 演員   | 角色   | 備註                                                     |
| 高圆圆 | 吴青红 | 移居贵州的上海家庭，父亲反对她与贵州当地的工人小伙谈恋爱 |
| 李濱   |        |                                                          |
| 秦昊   |        |                                                          |
| 姚安濂 |        |                                                          |
| 晏静   |        |                                                          |
| 王雪洋 |        |                                                          |

## 创作
影片采用质朴的纪实拍摄手法，在导演王小帅成长的故乡－－贵阳裡拍摄。